# Beast Games
Beast Games è uno show televisivo del 2024 in esclusiva su Prime Video. La serie ha un montepremi da 10 milioni di dollari (inizialmente 5 milioni di dollari) per un solo vincitore, il più alto mai visto in un reality.
È stato vinto da Jeffrey Randall Allen, che ha partecipato col numero 831.

## Regolamento
Un totale di più di mille concorrenti, nella competizione reality TV più grande del mondo, competono per un totale di 5 milioni di dollari, il premio televisivo più grande del mondo. Nessun concorrente viene definito col proprio vero nome, né verrà usato mai, dato che ogni giocatore verrà denominato con un numero sulla propria maglia. I giocatori competono in varie sfide per un totale di 10 episodi e chi perde viene eliminato. I giochi nella prima edizione si basano su giochi di riflessi, intelligenza, agilità e anche furbizia, come il dover afferrare una palla prima che cada a terra, rispondere corretamente a delle domande, oppure utilizzare dei trucchi e mentire per far eliminare l'altro concorrente.
Durante la competizione, Jimmy offre delle "mazzette", in sintesi un regalo in denaro che però, se accettato, determina l'eliminazione del concorrente. Durante quasi ogni episodio, quindi Jimmy dà ai concorrenti una possibilità di ottenere dei soldi da portare a casa senza dover competere per essi, solo con un semplice "sì"; tali somme variano di importo di volta in volta.

## Produzione
Il primo giro di riprese si è svolto tra il 18 e il 22 luglio 2024, all'interno dell'Allegiant Stadium di Las Vegas, con un totale di 2.000 partecipanti. Queste riprese sono state pubblicate su YouTube. La parte della competizione che viene mostrata negli episodi 1, 4, 6, 8 e 9 della serie TV, nonché in un secondo video promozionale su YouTube dove si vedono 20 partecipanti che competono per 500.000 $ ma vengono eliminati, è stata filmata coi rimanenti 1.000 partecipanti ai Downsview Park Studios di Toronto, Ontario, Canada, nell'agosto dello stesso anno. La parte del programma ambientata sull'"isola di Beast", mostrata dal quarto al sesto episodio, è stata girata sull'isola disabitata di La Vivienda, che si trova nell'arcipelago delle Perle, a Panama. Prima che uscisse l'ultimo episodio, i primi tre episodi della serie vennero pubblicati gratis su YouTube.
Il programma ha infranto 44 Guinness World Records, tra cui il più grande premio in denaro fisicamente presente sul set ($ 5.000.000), il premio in denaro più alto rifiutato in un reality show competitivo ($ 1.000.000), il più grande montepremi assegnato per un reality show competitivo ($ 10.000.000) e il più alto premio in denaro vinto in un singolo episodio di un reality show competitivo ($ 2.020.000). Allo stesso tempo, la serie diede un boost al totale di iscritti al Servizio Prime, dove molti non utenti di Prime, comprarono il servizio per guardare il programma.
Dopo la conclusione della serie, MrBeast ha dichiarato di aver perso molti soldi per girare lo show.
Il 17 marzo 2025, due mesi dopo la fine della prima stagione, MrBeast ha annunciato sul proprio profilo Instagram la seconda stagione di Beast Games e che il casting era aperto. Allo stesso tempo, una terza stagione è in pianificazione futura. Il 12 maggio 2025, le due edizioni in produzione vengono confermate come edizioni finali del programma. Ciononostante, MrBeast dichiara che: "ci potrebbero essere altre 10 stagioni".

## Stagioni
| Stagione       | Episodi | Pubblicazione USA | Pubblicazione Italia |
| -------------- | ------- | ----------------- | -------------------- |
| Prima edizione | 10      | 2024              | 2024                 |

## Controversie
La serie, sin dal rilascio, è stata criticata negativamente da vari spettatori e articoli media. Tra le critiche, quelle sul trattamento riservato ai concorrenti e sul risalto dato al valore del denaro.

### Denuncia
Prima che la serie uscisse, cinque concorrenti anonimi fecero una denuncia e la mandarono allo show, dichiarando pubblicamente che i concorrenti non avevano avuto cibo a sufficienza, che erano stati maltrattati e che la troupe era stata costretta a fare straordinari. Jimmy respinse al mittente qualsiasi accusa, dichiarando che non costringerebbe mai nessuno a lavorare in condizioni difficili. Dichiarò anche: "Io sarei tipo: oh, dieci persone si sono rotte le ossa, continuiamo a filmare. Sai cosa intendo, non ha alcun senso". Altri concorrenti si schierarono a difesa di Jimmy, dicendo ad esempio di aver mangiato abbastanza male solo perché a Las Vegas il cibo non sarebbe granché.

#### Desiderio d'attenzione
Pochi giorni prima del uscita dell'episodio 3 di Beast Games, Jimmy fu sorpreso a commentare su tutti i post Twitter di Netflix, sui video e sui post della seconda stagione di Squid Game, scrivendo cose come: "anch'io non vedo l'ora di vederlo, ma non scordarti anche di Beast Games episodio 3"; durante i video del countdown alla stagione, Jimmy ricordò sempre che mancavano poche ore anche al terzo episodio di Beast Games. Questo perché Squid Game 2 e il terzo episodio di Beast Games sono usciti lo stesso giorno, il 26 dicembre 2024. La concomitanza tra l'uscita di episodi della serie e quella di stagioni di altre serie televisive accadde altre due volte: il 23 gennaio 2025 uscirono sia il settimo episodio della serie sia la seconda stagione di The Night Agent, mentre il 30 gennaio 2025 uscirono sia l'ottavo episodio di Beast Games sia la seconda stagione di The Recruit.

## Accoglienza
Durante il suo rilascio, fino alla sua fine, Beast Games divenne il programma reality tv più visto di sempre, e una delle serie più popolari su Prime Video. Tuttavia l'opinione pubblica degli spettatori e di recensori esperti fu estremamente negativa, con un punteggio Metacritic di 38 su 100. Molte critiche la denominarono una serie noiosa, piena di challenge che non sfruttano il budget della serie, host che non sanno fare il loro lavoro e che dovrebbe essere vista da bambini molto piccoli.